# Промінь (Мінськ)
«Промінь» (біл. Прамень, рос. Луч) — білоруський футбольний клуб із міста Мінськ, заснований в 2012 році. За підсумками сезону 2017 клуб уперше за свою історію отримав місце у Вищій лізі чемпіонату Білорусі, де провів один сезон, після чого 2018 року об'єднався з «Дніпром» (Могильов) у команду «Дняпро», яка 2019 року вилетіла з Вищої ліги і припинила існування.

## Історія
У 2007 році було засновано АЛФ (рос. Ассоциация любительского футбола) — незалежна від БФФ аматорська футбольна ліга міста Мінська. Нова ліга швидко набрала популярність, і в 2012 керівництво ліги вирішило виставити збірну команду ліги на офіційний чемпіонат Мінська. Так зʼявився клуб АЛФ-2007.
У 2013 АЛФ-2007 заявилася на Другу лігу чемпіонату Білорусі. У дебютному сезоні посів 12 місце з 13. У той самий час команда зуміла здобути перемогу в аматорському Регіональному Кубку Білорусі та путівку на Кубок регіонів УЄФА.

### 2014
У 2014 році спонсором клубу став Мінський годинниковий завод «Промінь», відповідно команда взяла назву «Промінь». Потрапивши в групу А, «Промінь» тривалий час вів боротьбу за місце в першій четвірці, яке давало можливість продовжувати боротьбу у фінальному етапі. Тільки в останньому турі, завдяки перемозі над «Осиповичами» (4:0), любителі забезпечили собі місце у фіналі.
Перед початком фінального етапу команда (під колишньою назвою АЛФ-2007) зіграла у кваліфікаційному турнірі Кубка Регіонів УЄФА в Боснії та Герцеговині, де посіла останнє місце, поступившись у всіх трьох матчах.
Починаючи фінальний етап Другої ліги на останньому рядку, «Промінь» зумів здобути дві перемоги й перегнати «Ждановичі», отримавши підсумкове сьоме місце.

### 2015
Сезон 2015 команда розпочала невдало, але з серпня «Промінь» видав серію з 15 перемог поспіль, яку так і не було перервано аж до кінця сезону. За цей час мінський клуб вийшов у фінальний етап зі другого місця в групі; у фінальному етапі вісім перемог дозволили клубові піднятися з початкового сьомого місця на перше, у підсумку «Промінь» отримав підвищення в Першу лігу.
1 листопада 2015 року «Промінь» у фіналі Регіонального Кубка Білорусі переграв марʼїнгорську «Вікторію» (3:0) і через два роки вдруге завоював трофей.

### 2016
У Першій лізі «Промінь» відразу став одним із фаворитів, швидко закріпившись у верхній частині таблиці. Довгий час столична команда вела боротьбу проти «Гомельзалдортранс» за третю сходинку. Улітку ряд гравців команди було звинувачено в організації договірного матчу, через що «Промінь» було позбавлено права взяти участь у Кубку регіонів УЄФА. Тим не менш, команда продовжувала успішно виступати в Першій лізі й, обійшовши «Гомельзалдортранс», посіла третю сходинку. Однак, уже після закінчення сезону дисциплінарний комітет ухвалив рішення анулювати результати низки матчів «Променя» та присудити в них технічні поразки, через які команда опустилася на четверте місце.

### 2017
Сезон 2017 «Промінь» розпочав зі штрафом у 10 очок через участь у договірних матчах минулого сезоні. У січні 2017 року головний тренер команди Іван Біончик перейшов на роботу в «Крумкачи», проте вже через тиждень повернувся до «Променя». Клуб зумів зберегти лідерів, склад команди поповнив ряд молодих гравців. Уже після чотирьох турів «Промінь» відіграв початковий штраф, першу половину чемпіонату команда закінчила на шостому місці. Гарним вийшов фініш чемпіонату, коли «Промінь» здобув девʼять перемог поспіль, що дозволило йому з відривом у 5 очок зайняти перше місце й вийти до Вищої ліги.

### 2018
Перший сезон у Вищій лізі виявився складним для команди. «Промінь» утримав основних гравців і продовжував зосереджуватись на молодих гравцях клубів Вищої ліги, багато з яких були передані в оренду. У підсумку команда зіграла багато нічиїх, але рідко перемагала і опинилася внизу таблиці. Довгий час «Промінь» був у зоні вильоту, і лише нічия в останньому турі зі «Смолевичами» дозволила зберегти місце у Прем'єр-лізі.

### 2019
8 лютого 2019 року було оголошено, що клуб підписав контракт з «Дніпром» (Могильов), що вилетів з Вищої ліги, який передбачав створення об'єднаної команди у Прем'єр-лізі. Після цього низка гравців могильовського клубу вирушили до «Променя» на перегляд, частина з них підписала контракт, решта пішла в інші клуби. 20 березня 2019 року «Промінь» офіційно оголосив про переїзд до Могильова та зміну назви на «Дняпро». Основну команду очолили фахівці «Променя», а дубль складався з гравців та тренерів колишнього «Дніпра», молодіжні команди в двох клубах залишалися окремими.
За підсумками сезону 2019 року об'єднана команда «Дняпро» зайняла 14-те місце і в плей-оф поступилась берестейському «Руху» та втратила своє місце у Прем'єр-лізі. У клубу були значні борги, через які він відпустив всіх гравців та тренерів. Могильовська влада не змогла домовитися про передачу клубу державі, тому об'єднана команда «Дняпро» припинила існування.

## Попередні назви
- 2012—2013: АЛФ-2007
- 2014—2018: «Промінь»
- 2019: «Дняпро» (Могильов)

## Досягнення
- Переможець Першої ліги чемпіонату Білорусі: 2017
- Переможець Другої ліги чемпіонату Білорусі: 2015
- Володар Регіонального Кубка Білорусі (2): 2013, 2015

## Статистика виступів

### Чемпіонат і Кубок Білорусі
| Сезон | Ліга           | М  | І   | В  | Н  | П  | Голи  | Очки | Кубок       | Примітки                          |
| ----- | -------------- | -- | --- | -- | -- | -- | ----- | ---- | ----------- | --------------------------------- |
| 2013  | Друга (Д3)     | 12 | 24  | 4  | 8  | 12 | 24–41 | 20   | 1/32 фіналу |                                   |
| 2014  | Друга — А (Д3) | 4  | 22  | 10 | 5  | 7  | 36–24 | 35   | 1/64 фіналу | Вихід у фінальний етап            |
| 2014  | Фінальний етап | 7  | 141 | 3  | 0  | 11 | 10–28 | 9    | 1/64 фіналу |                                   |
| 2015  | Друга — Б (Д3) | 2  | 18  | 12 | 2  | 4  | 53–17 | 38   | 1/32 фіналу | Вихід у фінальний етап            |
| 2015  | Фінальний етап | 1  | 142 | 9  | 1  | 4  | 26–14 | 28   | 1/32 фіналу | Вихід у Першу лігу                |
| 2016  | Перша (Д2)     | 4  | 26  | 12 | 6  | 8  | 38–28 | 413  | 1/32 фіналу |                                   |
| 2017  | Перша (Д2)     | 1  | 30  | 22 | 7  | 1  | 73–22 | 634  | 1/16 фіналу | Вихід у Вищу лігу                 |
| 2018  | Вища (Д1)      | 13 | 30  | 4  | 12 | 14 | 24–44 | 24   | 1/16 фіналу | Об'єднання з «Дніпром» (Могильов) |

- 1 Враховуючи 6 ігор, перенесених з 1-го раунду. Показники власне у фінальному етапі: 8 матчів, 2-0-6, різниця м'ячів 6-16.
- 2 Враховуючи 6 ігор, перенесених з 1-го раунду. Показники власне у фінальному етапі: 8 матчів, 8-0-0, різниця м'ячів 21-4.
- 3 Результат матчу «Ошмяни» — «Промінь» (3:3) був анульований, присуджений рахунок 0:0 без додавання очок обом командам.
- 4 З команди знято 10 очок за участь гравців клубу в договірних матчах в сезоні 2016.

## Головні тренери
- Олександр Соболь (2013)
- Іван Біончик (2014—2019)